# Brunneifusus
Brunneifusus (nomeadas, em inglêsː false fusus -sing.; outrora pertencentes ao gênero Hemifusus) é um gênero de moluscos gastrópodes marinhos predadores, com duas espécies, pertencente à família Melongenidae, na subclasse Caenogastropoda e ordem Neogastropoda. Foi classificado por Aart Marinus Dekkers, em 2018, no texto "Two new genera in the family Melongenidae from the Indo-Pacific and comments on the identity of Hemifusus zhangyii Kosuge, 2008 and Pyrula elongata Lamarck, 1822 (Gastropoda, Neogastropoda: Buccinoidea)"; publicado em Gloria Maris. 57(2), páginas 40-50; e sua distribuição geográfica vai da Índia, no oceano Índico, para o leste até o sudeste da Ásia; Indonésia, Filipinas, mar da China Meridional e mar da China Oriental ao Japão, no oceano Pacífico; todas ocupando preponderantemente habitats de clima tropical, em regiões costeiras. Sua espécie-tipo é Brunneifusus ternatanus (Gmelin, 1791), originalmente denominada Murex ternatanus, descrita na obra Systema Naturae.

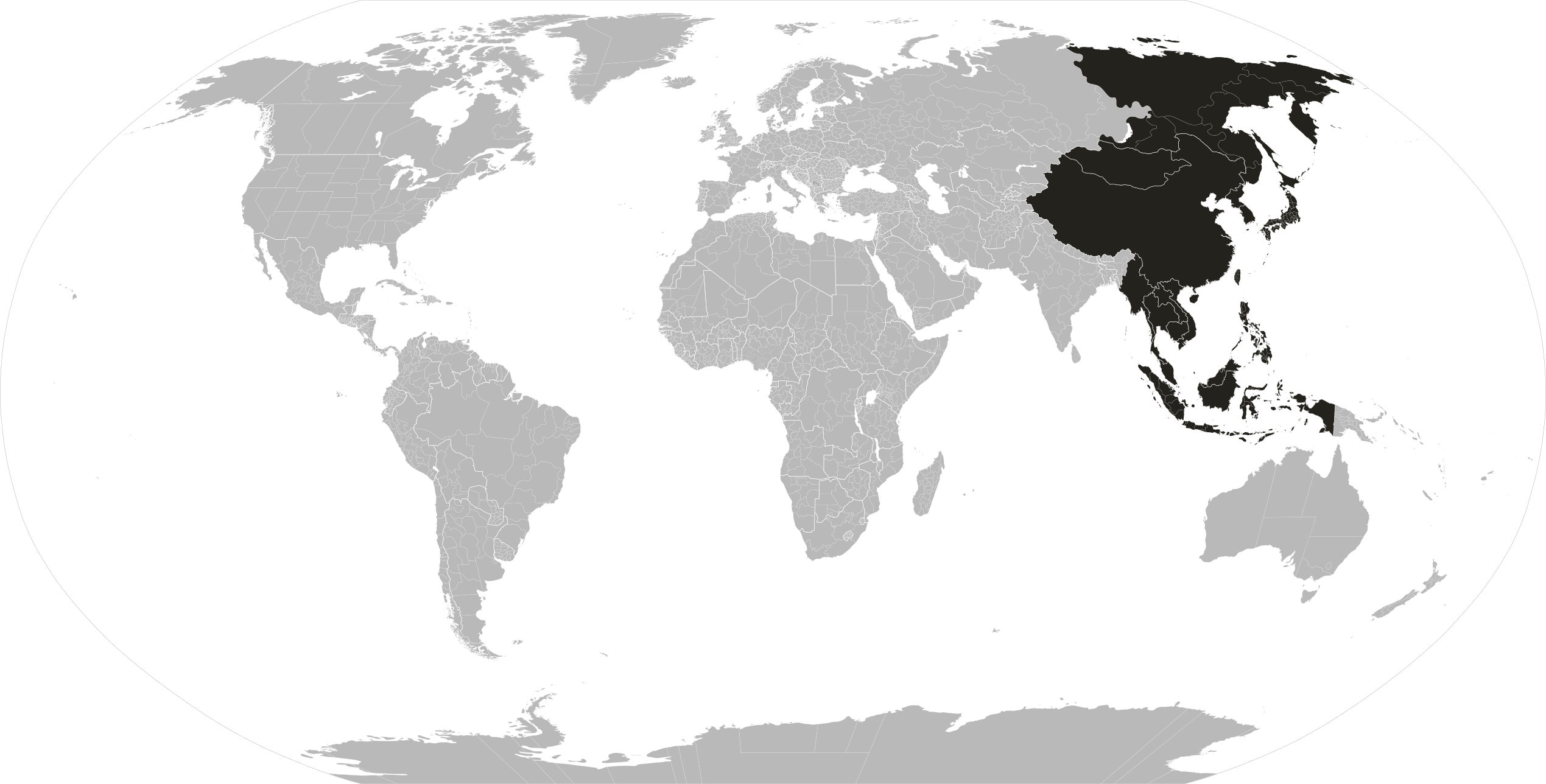
A distribuição geográfica das espécies de Brunneifusus vai da Índia, no oceano Índico, para o leste, no Extremo Oriente (imagem), até o sudeste da Ásia; Indonésia, Filipinas, mar da China Meridional e mar da China Oriental ao Japão, no oceano Pacífico.

## Espécies deBrunneifusus
- Brunneifusus ternatanus (Gmelin, 1791)
- Brunneifusus carinifer (Habe & Kosuge, 1966)[2]

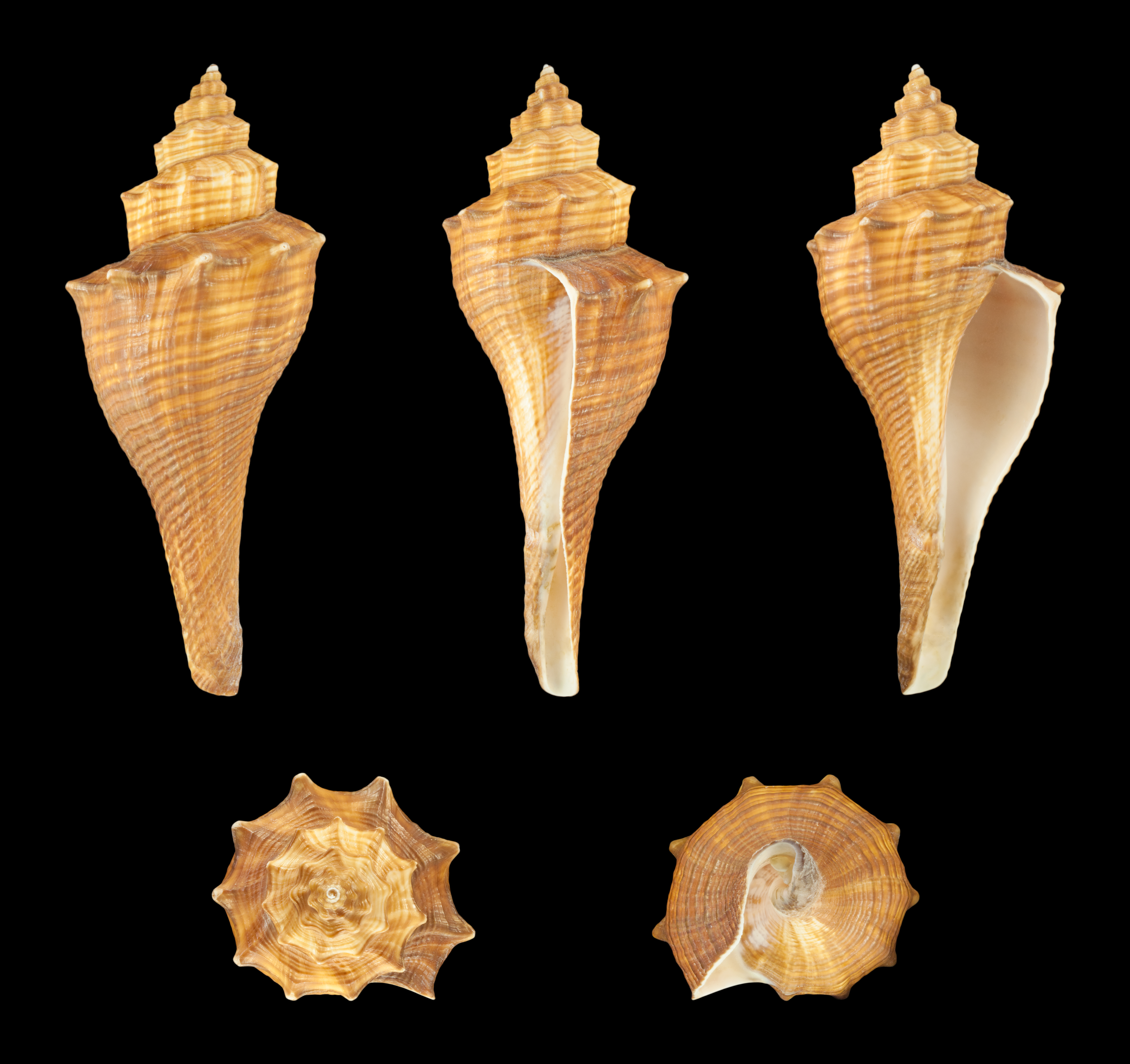
Cinco vistas da concha de Brunneifusus carinifer (Habe & Kosuge, 1966),[3] encontrada nas Filipinas.

## Descrição e habitat
O gênero Brunneifusus é assim denominado pela coloração marrom ou acastanhada de suas conchas fusiformes; com espiral destacada, canal sifonal alongado e podendo ultrapassar um pouco os 25 centímetros de comprimento, quando bem desenvolvidas; dotadas de superfície decorada com linhas espirais visíveis e uma dobra angular na região mais alargada de suas voltas, onde se destacam projeções pontudas, arredondadas e espaçadas, não muito altas, que terminam em seu lábio externo fino. Seu opérculo não fecha totalmente a entrada da sua abertura e, embora raros, espécimes com espiral sinistrogira podem ser encontrados. O corpo do animal é pálido com manchas negras; habitando regiões de clima tropical, da zona entremarés aos 20 ou 25 metros de profundidade, em bentos lodosos ou lodoso-arenosos.